# Накба
Накба (арап.  — „несрећа, катастрофа, катаклизма”), позната и као Палестинска катастрофа, јесте губитак палестинског друштва и домовине 1948, као и трајно расељавање већине палестинских Арапа. Накба је етничко чишћење Палестинаца кроз насилно расељавање и одузимање земље, имовине и ствари, заједно са уништавањем њиховог друштва и сузбијањем њихове културе, идентитета, политичких права и националних тежњи. Термин се користи за описивање како догађаја из 1948, тако и текуће окупације палестинских територија (Западна обала и Појас Газе), прогона и расељавање Палестинаца широм регије.
Током оснивачких догађаја Накбе 1948. године, приближно половина претежно арапског становништва Палестине, односно око 750.000 људи, протерано је из својих домова или је приморано да побегне разним насилним средствима, прво од стране ционистичких паравојних формација, а након оснивања Израела, од стране њене војске. Извршено је десетине масакра палестинских Арапа, а преко 500 градова, села и урбаних насеља са арапском већином је напуштено. Многа насеља су или потпуно уништена или поново насељена Јеврејима и добила нова хебрејска имена. Израел је користио биолошко ратовање против Палестинаца тровањем сеоских бунара. До краја рата, 78% укупне површине бивше мандатне Палестине било је под контролом Израела.
Палестински национални наратив посматра Накбу као колективну трауму која дефинише национални идентитет и политичке тежње Палестинаца. Израелски национални наратив посматра Накбу као компоненту Рата за независност којим је успостављена државност и суверенитет Израела. Израел негира или пориче почињене злочине, тврдећи да су многи протерани Палестинци отишли добровољно или да је њихово протеривање било неопходно и неизбежно. Порицање Накбе се све више оспорава од 1970-их у израелском друштву, посебно од стране Нових историчара, иако се званични наратив није променио.
Палестинци обележавају 15. мај као Дан Накбе, у знак сећања на ратне догађаје дан након Дана независности Израела. Године 1967, након Шестодневног рата, догодила се још једна серија палестинског егзодуса; ово је постало познато као Накса (дос. „Неуспех“) и такође има свој дан, 5. јун. Накба је у великој мери утицала на палестинску културу и темељни је симбол тренутног палестинског националног идентитета, заједно са политичким цртаним ликом Хандалом, палестинским куфијом и палестинским кључевима из 1948. године. О Накби је написано много књига, песама и поема. Палестински песник Махмуд Дарвиш описао је Накбу као „проширену садашњост која обећава да ће се наставити у будућности.”

## Османски и британски мандатни периоди (пре 1948. године)
Корени Накбе сежу до доласка циониста и њихове куповине земље у османској Палестини крајем 19. века. Ционисти су желели да створе јеврејску државу у Палестини са што више земље, што више Јевреја и што мање палестинских Арапа. До тренутка када су Британци објавили своју званичну подршку ционизму у Балфоровој декларацији 1917. године током Првог светског рата, становништво у Палестини чинило је око 750.000 људи, од тога приближно 94% Арапа и 6% Јевреја.
Након поделе Османског царства, британска мандатна Палестина је започела 1922. године. До тада је јеврејско становништво порасло на око 10%. И Балфурова декларација и Мандат за Палестину називали су 90% арапског становништва „постојећим нејеврејским заједницама“.
Након Другог светског рата и Холокауста, у фебруару 1947. године, Британци су изјавили да ће окончати мандат и поднети будућност Палестине новоствореним Уједињеним нацијама на решавање. Основан је Специјални комитет Уједињених нација за Палестину (UNSCOP), који је у септембру поднео извештај Генералној скупштини УН у којем је препоручио поделу. Палестинци и већина Арапске лиге били су против поделе. Ционисти су прихватили поделу, али су планирали да прошире границе Израела изван онога што су му доделиле УН. У јесен 1947. године, Израел и Јордан, уз одобрење Велике Британије, тајно су се сложили да поделе земљу додељену Палестини између себе након завршетка британског мандата.
Дана 29. новембра 1947. године, Генерална скупштина је усвојила Резолуцију 181 (II) – План Уједињених нација за поделу Палестине. У то време, Арапи су чинили око две трећине становништва и поседовали су око 90% земље, док су Јевреји чинили између четвртине и трећине становништва и поседовали око 7% земље. План поделе УН доделио је Израелу око 55% земље, где је становништво било око 500.000 Јевреја и 407.000-438.000 Арапа. Палестини је додељено преосталих 45% земље, где је становништво било око 725.000-818.000 Арапа и 10.000 Јевреја. Јерусалим и Витлејем требало је да буду међународно управљани corpus separatum са популацијом од око 100.000 Арапа и 100.000 Јевреја.
Критичари су план поделе сматрали проционистичким, са 56% земље додељене јеврејској држави, иако је палестинско арапско становништво било двоструко веће од јеврејског становништва. План је славила већина Јевреја у Палестини, а ционистички лидери, посебно Давид Бен-Гурион, сматрали су план тактичким кораком и одскочном даском ка будућем територијалном ширењу на целу Палестину. Виши арапски комитет, Арапска лига и други арапски лидери и владе одбацили су га на основу тога што, поред тога што Арапи чине двотрећинску већину, поседују већину земље. Такође су указали на невољност да прихвате било какав облик територијалне поделе, тврдећи да то крши принципе националног самоопредељења у Повељи УН која људима даје право да одлучују о својој судбини. Најавили су своју намеру да предузму све неопходне мере како би спречили спровођење резолуције.

## Накба 1948.
Централне чињенице о томе шта се догодило у Накби током палестинског рата 1948. године су добро утврђене, документоване и углавном се слаже већина израелских, палестинских и других историчара. Око 750.000 Палестинаца - преко 80% становништва које је живело на територији онога што ће постати Држава Израел - протерано је или побегло из својих домова. Једанаест арапских градова и преко 500 села је уништено или остало без становништва. Хиљаде Палестинаца је убијено у десетинама масакра. Документовано је око десетак силовања Палестинки од стране редовних и нередовних израелских војних снага, а сумња се да их је било још више. Израелци су користили тактике психолошког ратовања како би застрашили Палестинце и натерали их да побегну, укључујући циљано насиље, кампање шаптања, радио емисије и комбије са разгласом. Пљачка палестинских домова, предузећа, фарми, уметничких дела, књига и архива од стране израелских војника и цивила била је широко распрострањена.

### Новембар 1947. – мај 1948.
Мањи локални сукоби почели су 30. новембра и постепено ескалирали до марта 1948. године. Када је насиље почело, Палестинци су већ почели да беже, очекујући да ће се вратити после рата. Масакр и протеривање палестинских Арапа и уништавање села почели су у децембру, укључујући масакре у Ал-Хисасу (18. децембра 1947), и Балад ел-Шејку (31. децембра). До марта, између 70.000 и 100.000 Палестинаца, углавном средње и више класе урбане елите, протерано је или побегло.
Почетком априла 1948. године, Израелци су покренули План Далет, офанзиву великих размера за заузимање земље и исељење палестинских Арапа са ње. Током офанзиве, Израел је заузео и очистио земљу која је додељена Палестинцима резолуцијом УН. Преко 200 села је уништено током овог периода. Масакри и протеривања су се наставили, укључујући и Деир Јасин (9. април 1948). Велики палестински градови су били депопулирани, укључујући Тиберијас (18. април), Хаифу (23. април), Акру (6–18. мај), Сафед (10. мај) и Јафу (13. мај), и палестинско арапско насеље у западном Јерусалиму (24. април). Израел је почео да се бави биолошким ратом у априлу и отровао је водоснабдевање одређених градова и села. У мају је једна таква операција изазвала епидемију тифуса у Акри, док су Египћани осујетили други покушај у Гази.
Под интензивним јавним гневом због палестинских губитака, и настојећи да преузму палестинску територију за себе како би се супротставиле израелско-јорданском споразуму, преостале државе Арапске лиге су крајем априла и почетком маја одлучиле да уђу у рат након што су Британци отишли. Међутим, војске новонезависних држава Арапске лиге су и даље биле слабе и неспремне за рат, и ниједна од држава Арапске лиге није била заинтересована за успостављање независне палестинске државе са Амином ел Хусеинијем на челу. Ни експанзионистички краљ Абдулах I од Јордана ни Британци нису желели успостављање независне палестинске државе. Мандат је формално завршен 14. маја, последње британске трупе су отишле, а Израел је прогласио независност. До тада је палестинско друштво било уништено и преко 300.000 Палестинаца је протерано или побегло.

### Књиге
- Al-Hardan, Anaheed (5. 4. 2016). Palestinians in Syria: Nakba Memories of Shattered Communities. Columbia University Press. ISBN 978-0-231-54122-0. Приступљено 2. 4. 2021.
- Auron, Yair (4. 10. 2017). The Holocaust, Rebirth, and the Nakba: Memory and Contemporary Israeli–Arab Relations. Lexington Books. ISBN 978-1498559492. Приступљено 12. 11. 2023.
- Davis, Rochelle (2011). Palestinian Village Histories: Geographies of the Displaced (на језику: енглески). Stanford University Press. ISBN 978-0-8047-7313-3.
- Hasian Jr., Marouf (2020). Debates on Colonial Genocide in the 21st Century (на језику: енглески). Palgrave Macmillan. ISBN 978-3-030-21278-0. Приступљено 6. 11. 2023.
- Khalidi, Rashid (2020). The Hundred Years' War on Palestine: A History of Settler Colonialism and Resistance, 1917–2017. Metropolitan Books. ISBN 978-1-62779-854-9.
- Kimmerling, Baruch (2008). Clash of Identities: Explorations in Israeli and Palestinian Societies (на језику: енглески). Columbia University Press. ISBN 978-0-231-14329-5.
- Knopf-Newman, Marcy Jane (2011-11-21). The Politics of Teaching Palestine to Americans: Addressing Pedagogical Strategies (на језику: енглески). Springer. ISBN 978-1-137-00220-4. Приступљено 6. 11. 2023.
- Lentin, Ronit (2010). Co-memory and melancholia: Israelis memorialising the Palestinian Nakba. Manchester University Press. ISBN 978-1-84779-768-1.
- Manna, Adel (2022). Nakba and Survival: The Story of Palestinians Who Remained in Haifa and the Galilee, 1948-1956. University of California Press. ISBN 978-0-520-38936-6. doi:10.1525/luminos.129.
- Masalha, Nur (2018). Palestine: A Four Thousand Year History. Zed Books. ISBN 978-1-78699-275-8. Приступљено 6. 11. 2023.
- Masalha, Nur (9. 8. 2012). The Palestine Nakba: Decolonising History, Narrating the Subaltern, Reclaiming Memory. Zed Books. ISBN 978-1-84813-973-2. Приступљено 2. 4. 2021.
- Masalha, Nur (2003). The Politics of Denial: Israel and the Palestinian Refugee Problem. Pluto Press. ISBN 978-0-7453-2120-2. JSTOR j.ctt18dztmq. doi:10.2307/j.ctt18dztmq. Архивирано из оригинала 19. 12. 2023. г. Приступљено 17. 1. 2024.
- Morris, Benny (2008). 1948: A History of the First Arab-Israeli War (на језику: енглески). Yale University Press. ISBN 978-0-300-14524-3. Приступљено 14. 1. 2024.
- Morris, Benny (2004). The Birth of the Palestinian Refugee Problem Revisited (2nd изд.). Cambridge University Press. ISBN 978-0-521-00967-6. Приступљено 21. 1. 2024. Непознати параметар |orig-date= игнорисан (помоћ)
- Nashef, Hania A.M. (30. 10. 2018). Palestinian Culture and the Nakba: Bearing Witness. Taylor & Francis. ISBN 978-1-351-38749-1. Приступљено 2. 4. 2021.
- Pappe, Ilan (2022). A History of Modern Palestine (3rd изд.). Cambridge University Press. ISBN 978-1-108-24416-9. Приступљено 6. 11. 2023. Непознати параметар |orig-date= игнорисан (помоћ)
- Pappe, Ilan (2017). Ten Myths About Israel (на језику: енглески). Verso Books. ISBN 978-1-78663-020-9. Приступљено 16. 2. 2024.
- Pappe, Ilan (2006). The Ethnic Cleansing of Palestine (на језику: енглески). Oneworld Publications. ISBN 978-1-78074-056-0.
- Rogan, Eugene (2017). The Arabs: A History (на језику: енглески) (Revised and updated изд.). Basic Books. ISBN 978-0-465-03248-8. Приступљено 20. 1. 2024. Непознати параметар |orig-date= игнорисан (помоћ)
- Sabbagh-Khoury, Areej (2023). Colonizing Palestine: The Zionist Left and the Making of the Palestinian Nakba. Stanford University Press. ISBN 978-1-5036-3629-3.
- Schulz, Helena Lindholm (2003). The Palestinian Diaspora: Formation of Identities and Politics of Homeland. Routledge. ISBN 978-0-415-26821-9. Приступљено 7. 4. 2021.
- Segev, Tom (2019). A State at Any Cost: The Life of David Ben-Gurion (на језику: енглески). Farrar, Straus and Giroux. ISBN 978-1-4299-5184-5.
- Shlaim, Avi (2009). Israel and Palestine: Reappraisals, Revisions, Refutations. Verso Books. ISBN 978-1-78960-165-7.
- Slater, Jerome (2020). Mythologies Without End: The US, Israel, and the Arab-Israeli Conflict, 1917-2020. Oxford University Press. ISBN 978-0-19-045908-6.
- Vescovi, Thomas (15. 1. 2015). La mémoire de la Nakba en Israël: Le regard de la société israélienne sur la tragédie palestinienne. Editions L'Harmattan. ISBN 978-2-336-36805-4. Приступљено 2. 4. 2021.
- Zureiq, Constantin (1956). The Meaning of the Disaster. Khayat's College Book Cooperative. Приступљено 2. 4. 2021.. (Original Arabic version: Zureiq, Constantin (1948). وصف الكتاب. ar.)

### Поглавља у књигама
- Abu-Lughod, Lila (2007). „Return to Half-Ruins: Memory, Postmemory, and Living History in Palestine”.  Ур.: Sa'di, Ahmad H.; Abu-Lughod, Lila. Nakba: Palestine, 1948, and the Claims of Memory. Columbia University Press. стр. 77—104. ISBN 978-0-231-13579-5.
- Abu-Lughod, Lila; Sa'di, Ahmad H. (2007). „Introduction: The Claims of Memory”.  Ур.: Sa'di, Ahmad H.; Abu-Lughod, Lila. Nakba: Palestine, 1948, and the Claims of Memory. Columbia University Press. стр. 1—24. ISBN 978-0-231-13579-5.
- Ackerman, Gary; Asal, Victor (2008). „A Quantitative Overview of Biological Weapons: Identification, Characterization, and Attribution”.  Ур.: Clunan, Anne; Lavoy, Peter R.; Martin, Susan B. Terrorism, War, or Disease?: Unraveling the Use of Biological Weapons (на језику: енглески). Stanford University Press. стр. 186—213. ISBN 978-0-8047-7981-4.
- Allan, Diana K. (2007). „The Politics of Witness: Remembering and Forgetting 1948 in Shatila Camp”.  Ур.: Sa'di, Ahmad H.; Abu-Lughod, Lila. Nakba: Palestine, 1948, and the Claims of Memory. Columbia University Press. стр. 253—282. ISBN 978-0-231-13579-5.
- Bashir, Bashir; Goldberg, Amos (2018). „Introduction: The Holocaust and the Nakba: A New Syntax of History, Memory, and Political Thought”.  Ур.: Bashir, Bashir; Goldberg, Amos. The Holocaust and the Nakba: A New Grammar of Trauma and History. Columbia University Press. стр. 1—42. ISBN 978-0-231-54448-1.
- Bäuml, Yair (2017). „Israel's Military Rule over Its Palestinian Citizens (1948–1968): Shaping the Israeli Segregation System”.  Ур.: Rouhana, Nadim N.; Huneidi, Sahar S. Israel and its Palestinian Citizens: Ethnic Privileges in the Jewish State (на језику: енглески). Cambridge University Press. стр. 103—136. ISBN 978-1-107-04483-8.
- Bishara, Azmi (2017). „Zionism and Equal Citizenship: Essential and Incidental Citizenship in the Jewish State”.  Ур.: Rouhana, Nadim N.; Huneidi, Sahar S. Israel and its Palestinian Citizens: Ethnic Privileges in the Jewish State (на језику: енглески). Cambridge University Press. стр. 137—155. ISBN 978-1-107-04483-8.
- Cohen, Hillel (2017). „The First Israeli Government (1948–1950) and the Arab Citizens: Equality in Discourse, Exclusion in Practice”.  Ур.: Rouhana, Nadim N.; Huneidi, Sahar S. Israel and its Palestinian Citizens: Ethnic Privileges in the Jewish State (на језику: енглески). Cambridge University Press. стр. 73—102. ISBN 978-1-107-04483-8.
- Confino, Alon (2018). „When Genya and Henryk Kowalski Challenged History–Jaffa, 1949: Between the Holocaust and the Nakba”.  Ур.: Bashir, Bashir; Goldberg, Amos. The Holocaust and the Nakba: A New Grammar of Trauma and History. Columbia University Press. стр. 135—153. ISBN 978-0-231-54448-1.
- Dajani, Omar (2005). „Surviving Opportunities”.  Ур.: Tamara Wittes Cofman. How Israelis and Palestinians Negotiate: A Cross-cultural Analysis of the Oslo Peace Process. US Institute of Peace Press. ISBN 978-1-929223-64-0.
- Esmeir, Samera (2007). „Memories of Conquest: Witnessing Death in Tantura”.  Ур.: Sa'di, Ahmad H.; Abu-Lughod, Lila. Nakba: Palestine, 1948, and the Claims of Memory. Columbia University Press. стр. 229—250. ISBN 978-0-231-13579-5.
- Ghanim, Honaida (2018). „When Yaffa Met (J)Yaffa: Intersections Between the Holocaust and the Nakba in the Shadow of Zionism”.  Ур.: Bashir, Bashir; Goldberg, Amos. The Holocaust and the Nakba: A New Grammar of Trauma and History. Columbia University Press. стр. 92—113. ISBN 978-0-231-54448-1.
- Hever, Hannan (2018). „From Revenge to Empathy: Abba Kovner from Jewish Destruction to Palestinian Destruction”.  Ур.: Bashir, Bashir; Goldberg, Amos. The Holocaust and the Nakba: A New Grammar of Trauma and History. Columbia University Press. стр. 275—292. ISBN 978-0-231-54448-1.
- Humphries, Isabelle; Khalili, Laleh (2007). „Gender of Nakba Memory”.  Ур.: Sa'di, Ahmad H.; Abu-Lughod, Lila. Nakba: Palestine, 1948, and the Claims of Memory. Columbia University Press. стр. 207—228. ISBN 978-0-231-13579-5.
- Jayyusi, Lena (2007). „Iterability, Cumulativity, and Presence: The Relational Figures of Palestinian Memory”.  Ур.: Sa'di, Ahmad H.; Abu-Lughod, Lila. Nakba: Palestine, 1948, and the Claims of Memory. Columbia University Press. стр. 107—133. ISBN 978-0-231-13579-5.
- Khoury, Elias (2018). „Foreword”.  Ур.: Bashir, Bashir; Goldberg, Amos. The Holocaust and the Nakba: A New Grammar of Trauma and History. Columbia University Press. стр. ix—xvi. ISBN 978-0-231-54448-1.
- Levene, Mark (2018). „Harbingers of Jewish and Palestinian Disasters: European Nation-State Building and Its Toxic Legacies, 1912-1948”.  Ур.: Bashir, Bashir; Goldberg, Amos. The Holocaust and the Nakba: A New Grammar of Trauma and History. Columbia University Press. стр. 45—65. ISBN 978-0-231-54448-1.
- Lustick, Ian S.; Berkman, Matthew (2017). „Zionist Theories of Peace in the Pre-state Era: Legacies of Dissimulation and Israel's Arab Minority”.  Ур.: Rouhana, Nadim N.; Huneidi, Sahar S. Israel and its Palestinian Citizens: Ethnic Privileges in the Jewish State (на језику: енглески). Cambridge University Press. стр. 39—72. ISBN 978-1-107-04483-8.
- Milshtein, Michael (2009). „The Memory that Never Dies: The Nakba Memory and the Palestinian National Movement”.  Ур.: Litvak, Meir. Palestinian Collective Memory and National Identity. Palgrave Macmillan. ISBN 978-0-230-62163-3.
- Natour, Ghaleb (2016). „The Nakba—Flight and Expulsion of the Palestinians in 1948”.  Ур.: Hoppe, Andreas. Catastrophes: Views from Natural and Human Sciences (на језику: енглески). Springer Science+Business Media. ISBN 978-3-319-20846-6.
- Rouhana, Nadim (2017). „The Psychopolitical Foundations of Ethnic Privileges in the Jewish State”.  Ур.: Rouhana, Nadim N.; Huneidi, Sahar S. Israel and its Palestinian Citizens: Ethnic Privileges in the Jewish State (на језику: енглески). Cambridge University Press. стр. 3—35. ISBN 978-1-107-04483-8.
- Rouhana, Nadim; Sabbagh-Khoury, Areej (2017). „Memory and the Return of History in a Settler-Colonial Context: The Case of the Palestinians in Israel”.  Ур.: Rouhana, Nadim N.; Huneidi, Sahar S. Israel and its Palestinian Citizens: Ethnic Privileges in the Jewish State (на језику: енглески). Cambridge University Press. стр. 393—432. ISBN 978-1-107-04483-8.
- Sa'di, Ahmad H. (2007). „Afterword: Reflections on Representations, History and Moral Accountability”.  Ур.: Sa'di, Ahmad H.; Abu-Lughod, Lila. Nakba: Palestine, 1948, and the Claims of Memory. Columbia University Press. стр. 285—314. ISBN 978-0-231-13579-5.
- Sayigh, Rosemary (2023). „On the Burial of the Palestinian Nakba”. Routledge International Handbook of Ignorance Studies (2nd изд.). Routledge. стр. 279—289. ISBN 978-1-003-10060-7. Непознати параметар |orig-date= игнорисан (помоћ)
- Sayigh, Rosemary (2007). „Women's Nakba Stories: Between Being and Knowing”.  Ур.: Sa'di, Ahmad H.; Abu-Lughod, Lila. Nakba: Palestine, 1948, and the Claims of Memory. Columbia University Press. стр. 135—158. ISBN 978-0-231-13579-5.
- Shenhav, Yehouda (2019). „The Palestinian Nakba and the Arab-Jewish Melancholy”.  Ур.: Shai Ginsburg; Martin Land; Jonathan Boyarin. Jews and the Ends of Theory. Fordham University Press. стр. 48—64. ISBN 978-0-8232-8201-2.
- Slyomovics, Susan (2007). „The Rape of Qula, a Destroyed Palestinian Village”.  Ур.: Sa'di, Ahmad H.; Abu-Lughod, Lila. Nakba: Palestine, 1948, and the claims of memory. Columbia University Press. стр. 27—52. ISBN 9780231509701.
- Webman, Esther (2009). „The Evolution of a Founding Myth: The Nakba and Its Fluctuating Meaning”. Palestinian Collective Memory and National Identity. стр. 27—45. ISBN 978-1-349-37755-8. doi:10.1057/9780230621633_2.
- Williams, Patrick (2009). „'Naturally, I reject the term "diaspora"': Said and Palestinian Dispossession”. Comparing Postcolonial Diasporas. стр. 83—103. ISBN 978-1-349-36142-7. doi:10.1057/9780230232785_5.

### Чланци
- Abu-Laban, Yasmeen; Bakan, Abigail B. (јул 2022). „Anti-Palestinian Racism and Racial Gaslighting”. The Political Quarterly. 93 (3): 508—516. S2CID 250507449. doi:10.1111/1467-923X.13166.
- Abu Sitta, Salman (2003). „Traces of Poison–Israel's Dark History Revealed”. Al-Ahram Weekly. Архивирано из оригинала 29. 1. 2024. г. Приступљено 2024-01-30 — преко Palestine Land Society.
- Alon, Shir (2019). „No One to See Here: Genres of Neutralization and the Ongoing Nakba”. The Arab Studies Journal. 27 (1): 90—117. JSTOR 26732402.
- Ben-Dror, Elad (2007). „The Arab Struggle against Partition: The International Arena of Summer 1947”. Middle Eastern Studies. Taylor & Francis, Ltd. 43 (2): 259—293. ISSN 0026-3206. JSTOR 4284540. S2CID 143853008. doi:10.1080/00263200601114117. Приступљено 20. 1. 2023.
- Carus, W. Seth (2017). „A century of biological-weapons programs (1915–2015): reviewing the evidence”. The Nonproliferation Review (на језику: енглески). 24 (1–2): 129—153. ISSN 1073-6700. doi:10.1080/10736700.2017.1385765. Архивирано из оригинала 30. 1. 2024. г. Приступљено 30. 1. 2024.
- Cohen, Avner (2001). „Israel and chemical/biological weapons: History, deterrence, and arms control”. The Nonproliferation Review (на језику: енглески). 8 (3): 27—53. ISSN 1073-6700. doi:10.1080/10736700108436862. Архивирано из оригинала 23. 1. 2024. г. Приступљено 30. 1. 2024.
- Docker, John (2012). „Instrumentalising the Holocaust: Israel, Settler-Colonialism, Genocide (Creating a Conversation between Raphaël Lemkin and Ilan Pappé)”. Holy Land Studies (на језику: енглески). 11 (1): 1—32. ISSN 1474-9475. doi:10.3366/hls.2012.0027. Архивирано из оригинала 10. 5. 2021. г. Приступљено 30. 1. 2024.
- Fierke, Karin M. (2014). „Who is my neighbour? Memories of the Holocaust/ al Nakba and a global ethic of care”. European Journal of International Relations (на језику: енглески). 20 (3): 787—809. ISSN 1354-0661. S2CID 146188931. doi:10.1177/1354066113497490. Архивирано из оригинала 4. 6. 2023. г. Приступљено 31. 12. 2023.
- Ghanim, Honaida (2009). „Poetics of Disaster: Nationalism, Gender, and Social Change Among Palestinian Poets in Israel After Nakba”. International Journal of Politics, Culture, and Society (на језику: енглески). 22 (1): 23—39. ISSN 0891-4486. S2CID 144148068. doi:10.1007/s10767-009-9049-9. Архивирано из оригинала 19. 3. 2024. г. Приступљено 31. 12. 2023.
- Kapshuk, Yoav; Strömbom, Lisa (новембар 2021). „Israeli Pre-Transitional Justice and the Nakba Law”. Israel Law Review. 54 (3): 305—323. S2CID 239053934. doi:10.1017/S0021223721000157 .
- Khatib, R.; McKee, M.; Yusuf, S. (20. 7. 2024). „Counting the dead in Gaza: difficult but essential”. Lancet. 404 (10,466): 237—238. doi:10.1016/S0140-6736(24)01169-3.

- Khoury, Elias (јануар 2012). „Rethinking the Nakba”. Critical Inquiry. 38 (2): 250—266. S2CID 162316338. doi:10.1086/662741.

- Leitenberg, Milton (2001). „Biological Weapons in the Twentieth Century: A Review and Analysis”. Critical Reviews in Microbiology (на језику: енглески). 27 (4): 267—320. ISSN 1040-841X. PMID 11791799. doi:10.1080/20014091096774. Архивирано из оригинала 19. 3. 2024. г. Приступљено 30. 1. 2024.
- Manna, Adel (2013). „The Palestinian Nakba and Its Continuous Repercussions”. Israel Studies. 18 (2): 86—99. JSTOR 10.2979/israelstudies.18.2.86. S2CID 143785830. doi:10.2979/israelstudies.18.2.86.
- Martin, Susan B. (2010), „The Battlefield Use of Chemical, Biological and Nuclear Weapons from 1945 to 2008: Structural Realist Versus Normative Explanations”, American Political Science Association 2010 Annual Meeting Paper, Приступљено 30. 1. 2024
- Masalha, Nur (јул 2009). „60 Years after the Nakba: Historical Truth, Collective Memory and Ethical Obligations”. イスラーム世界研究. 3 (1): 37—88. doi:10.14989/87466 . hdl:2433/87466 . Непознати параметар |trans-journal= игнорисан (помоћ)
- Mori, Mariko (јул 2009). „Zionism and the Nakba: The Mainstream Narrative, the Oppressed Narratives, and the Israeli Collective Memory”. イスラーム世界研究. 3 (1): 89—107. S2CID 211515216. doi:10.14989/87465 . hdl:2433/87465 . Непознати параметар |trans-journal= игнорисан (помоћ)
- Morris, Benny; Kedar, Benjamin Z. (2023-09-03). „'Cast thy bread': Israeli biological warfare during the 1948 War”. Middle Eastern Studies (на језику: енглески). 59 (5): 752—776. ISSN 0026-3206. doi:10.1080/00263206.2022.2122448. Архивирано из оригинала 18. 1. 2024. г. Приступљено 30. 1. 2024.
- Nassar, Maha (септембар 2023). „Exodus , Nakba Denialism, and the Mobilization of Anti-Arab Racism”. Critical Sociology. 49 (6): 1037—1051. S2CID 253134415. doi:10.1177/08969205221132878.
- Pappe, Ilan (2021-11-12). „Everyday Evil in Palestine: The View from Lucifer's Hill”. Janus Unbound: Journal of Critical Studies (на језику: енглески). 1 (1): 70—82. ISSN 2564-2154. doi:10.2021/ju.v1i1.2319 (неактивно 1. 11. 2024). Архивирано из оригинала 3. 2. 2024. г. Приступљено 23. 11. 2023.
- Pappe, Ilan (2020-05-01). „An Indicative Archive: Salvaging Nakba Documents”. Journal of Palestine Studies (на језику: енглески). 49 (3): 22—40. ISSN 0377-919X. S2CID 225941252. doi:10.1525/jps.2020.49.3.22. Архивирано из оригинала 16. 12. 2023. г. Приступљено 29. 11. 2023.
- Ram, Uri (септембар 2009). „Ways of Forgetting: Israel and the Obliterated Memory of the Palestinian Nakba”. Journal of Historical Sociology. 22 (3): 366—395. doi:10.1111/j.1467-6443.2009.01354.x.
- Rashed, Haifa; Short, Damien; Docker, John (мај 2014). „Nakba Memoricide: Genocide Studies and the Zionist/Israeli Genocide of Palestine”. Holy Land Studies. 13 (1): 1—23. doi:10.3366/hls.2014.0076.
- Rouhana, Nadim N.; Sabbagh-Khoury, Areej (2014). „Settler-colonial citizenship: conceptualizing the relationship between Israel and its Palestinian citizens”. Settler Colonial Studies (на језику: енглески). 5 (3): 205—225. ISSN 2201-473X. S2CID 56244739. doi:10.1080/2201473X.2014.947671. Архивирано из оригинала 22. 10. 2022. г. Приступљено 23. 11. 2023.
- Sa'di, Ahmad H. (2002). „Catastrophe, Memory and Identity: Al-Nakbah as a Component of Palestinian Identity”. Israel Studies. 7 (2): 175—198. JSTOR 30245590. S2CID 144811289. doi:10.2979/ISR.2002.7.2.175.
- Sayigh, Rosemary (јесен 2013). „On the Exclusion of the Palestinian Nakba from the 'Trauma Genre'”. Journal of Palestine Studies. 43 (1): 51—60. JSTOR 10.1525/jps.2013.43.1.51. doi:10.1525/jps.2013.43.1.51.
- Sayigh, Rosemary (2009). „Hiroshima, al-Nakba: Markers of New Hegemonies” (PDF). Kyoto Bulletin of Islamic Area Studies. 3 (1): 151—169. Архивирано (PDF) из оригинала 30. 1. 2024. г. Приступљено 30. 1. 2024.
- Wolfe, Patrick (јануар 2012). „Purchase by Other Means: The Palestine Nakba and Zionism's Conquest of Economics”. Settler Colonial Studies. 2 (1): 133—171. S2CID 53367151. doi:10.1080/2201473X.2012.10648830 . hdl:1959.3/357334 .

## Додатак
- Baumgarten, Helga (2005). „The Three Faces/Phases of Palestinian Nationalism, 1948–2005”. Journal of Palestine Studies. 34 (4): 25—48. JSTOR 10.1525/jps.2005.34.4.25. doi:10.1525/jps.2005.34.4.25.
- Caplan, Neil (2012). „Victimhood in Israeli and Palestinian National Narratives”. Bustan: The Middle East Book Review. 3 (1): 1—19. JSTOR 10.1163/187853012x633508. doi:10.1163/187853012x633508.
- Chakraborty, Ranjani (15. 5. 2023). „Why Palestinians protest every May 15”. Vox.
- Confino, Alon (2023-01-09). „The Nakba and the Zionist Dream of an Ethnonational State”. History Workshop Journal. 95: 131—153. ISSN 1363-3554. doi:10.1093/hwj/dbac034.
- Darwish, Mahmoud (10—16. 5. 2001). „Not to begin at the end”. Al-Ahram Weekly (533). Архивирано из оригинала 2. 12. 2001. г.
- Gutman, Yifat; Tirosh, Noam (август 2021). „Balancing Atrocities and Forced Forgetting: Memory Laws as a Means of Social Control in Israel”. Law & Social Inquiry. 46 (3): 705—730. S2CID 234091285. doi:10.1017/lsi.2020.35 .
- Khoury, Nadim (јануар 2020). „Postnational memory: Narrating the Holocaust and the Nakba”. Philosophy & Social Criticism. 46 (1): 91—110. S2CID 150483968. doi:10.1177/0191453719839448.
- Koldas, Umut (2011). „The 'Nakba' in Palestinian Memory in Israel”. Middle Eastern Studies. 47 (6): 947—959. JSTOR 23054253. S2CID 143778915. doi:10.1080/00263206.2011.619354.
- Masalha, Nur (2008). „Remembering the Palestinian Nakba: Commemoration, Oral History and Narratives of Memory” (PDF). Holy Land Studies. 7 (2): 123—156. S2CID 159471053. doi:10.3366/E147494750800019X. Шаблон:Project MUSE. Архивирано (PDF) из оригинала 3. 6. 2022. г. Приступљено 30. 4. 2022.
- Weintraub, Roy; Gibson, Lindsay (2024-08-30). „The Nakba in Israeli history education: Ethical judgments in an ongoing conflict”. Theory & Research in Social Education (на језику: енглески): 1—32. ISSN 0093-3104. doi:10.1080/00933104.2024.2396319 .
- Wermenbol, Grace (31. 5. 2021). A Tale of Two Narratives: The Holocaust, the Nakba, and the Israeli-Palestinian Battle of Memories. Cambridge University Press. ISBN 978-1-108-84028-6. Приступљено 2. 4. 2021.

1. ↑  датум формирања Израелске одбрамбене снаге